# Marlon Rangel
Marlon Rangel de Almeida hay Marlon Rangel (sinh ngày 22 tháng 5 năm 1996) là một cầu thủ bóng đá người Brasil thi đấu ở vị trí hậu vệ phải cho câu lạc bộ SHB Đà Nẵng tại V.League 1.